# Neochrostis diplogramma
Neochrostis diplogramma är en fjärilsart som beskrevs av George Francis Hampson 1902. Neochrostis diplogramma ingår i släktet Neochrostis och familjen nattflyn. Inga underarter finns listade i Catalogue of Life.